# Captura e armazenamento de carbono

Sequestro anual de CO_{2} proposto global (barras cinzas) vs. implementado (barras azuis). Mais de 75% dos projetos de processamento de gás propostos foram implementados, com valores correspondentes para outros projetos industriais e projetos de usinas de energia sendo cerca de 60% e 10%, respectivamente.

Captura e armazenamento de carbono (CAC) ou captura e sequestro de carbono é o processo de captura de dióxido de carbono (CO2) antes de entrar na atmosfera, transportando-o e armazenando-o (sequestro de carbono) por séculos ou milênios. Normalmente, o CO2 é capturado de grandes fontes pontuais, como uma usina química ou usina de biomassa, e então armazenado em uma formação geológica subterrânea. O objetivo é evitar a liberação de CO2 da indústria pesada com a intenção de mitigar os efeitos das mudanças climáticas. O CO2 foi injetado em formações geológicas por várias décadas para recuperação aprimorada de petróleo e após a separação do gás natural, mas isso foi controverso por produzir mais emissões quando o gás ou petróleo é queimado.
A captura e utilização de carbono (CUC) e a CAC são algumas vezes discutidas coletivamente como captura, utilização e sequestro de carbono (CUSC). Isso ocorre porque a CAC é um processo relativamente caro, produzindo um produto que muitas vezes é muito barato. Assim, a captura de carbono faz mais sentido economicamente onde o preço do carbono é alto o suficiente, como em grande parte da Europa, ou quando combinado com um processo de utilização onde o CO2 barato pode ser usado para produzir produtos químicos de alto valor para compensar os altos custos das operações de captura.
O CO2 pode ser capturado diretamente de uma fonte industrial, como um forno de cimento , usando uma variedade de tecnologias; incluindo absorção, adsorção, looping químico, separação de gás por membrana ou hidratação de gás. Em 2022, cerca de um milésimo das emissões globais de CO2 são capturadas pela CAC, e a maioria dos projetos são para processamento de gás fóssil. (p32)
O armazenamento do CO2 ocorre em formações geológicas profundas ou na forma de carbonatos minerais. A captura e armazenamento de carbono pirogênico (CACP) também está sendo pesquisada. As formações geológicas são atualmente consideradas os locais de sequestro mais promissores. O National Energy Technology Laboratory (NETL) dos EUA informou que a América do Norte tem capacidade de armazenamento suficiente para mais de novecentos anos de CO2 nas taxas de produção atuais. Um problema geral é que as previsões de longo prazo sobre a segurança do armazenamento submarino ou subterrâneo são muito difíceis e incertas, e ainda existe o risco de que algum CO2 pode vazar para a atmosfera. Apesar disso, uma avaliação recente estima que o risco de vazamento substancial seja bastante baixo.
Os opositores apontam que muitos projetos de CAC não cumpriram as prometidas reduções de emissões. Além disso, os oponentes argumentam que a captura e armazenamento de carbono é apenas uma justificativa para o uso indefinido de combustível fóssil disfarçado de reduções marginais de emissão. Um dos fracassos mais conhecidos é o programa FutureGen, parcerias entre o governo federal dos EUA e empresas de produção de energia de carvão que pretendiam demonstrar ″carvão limpo″, mas nunca conseguiram produzir eletricidade sem carbono a partir do carvão.